# Hypogastrura protoviatica
Hypogastrura protoviatica är en urinsektsart som beskrevs av Eduard Handschin 1926. Hypogastrura protoviatica ingår i släktet Hypogastrura och familjen Hypogastruridae. Inga underarter finns listade i Catalogue of Life.